# Городское поселение посёлок Светлый
Городско́е поселе́ние посёлок Светлый — муниципальное образование в Мирнинском районе Якутии Российской Федерации.
Административный центр — пгт Светлый.

## История
Статус и границы городского поселения установлены Законом Республики Саха (Якутия) от 30 ноября 2004 года N 173-З N 353-III «Об установлении границ и о наделении статусом городского и сельского поселений муниципальных образований Республики Саха (Якутия)».

## Население
| 2011  | 2012  | 2013  | 2014  | 2015  | 2016  | 2017  |
| ----- | ----- | ----- | ----- | ----- | ----- | ----- |
| 3122  | ↘3065 | ↘3030 | ↘2975 | ↗3187 | ↗3273 | ↗3393 |
| 2018  | 2019  | 2020  | 2021  | 2023  |       |       |
| ↘3340 | ↘3262 | ↘3144 | ↘3142 | ↘2981 |       |       |

## Состав городского поселения
| № | Населённый пункт | Тип населённого пункта      | Население |
| - | ---------------- | --------------------------- | --------- |
| 1 | Светлый          | пгт, административный центр | ↘2981     |